# Japonska Formula 2 sezona 1983
Japonska Formula 2 sezona 1983 je bila šesto prvenstvo Japonske Formule 2, ki je potekalo med 13. marcem in 6. novembrom 1983. 

## Koledar dirk
| Št | Dirkališče | Država   | Datum         | Krogi | Razdalja        | Čas        | Hitrost | Zmagovalec      | Pole              | Najh. krog      |
| -- | ---------- | -------- | ------------- | ----- | --------------- | ---------- | ------- | --------------- | ----------------- | --------------- |
| 1  | Suzuka     | Japonska | 13. marec     | 24    | 6.000=144 km    | 53'40.40   |         | Satoru Nakajima | Satoru Nakajima   | Kenji Matsumoto |
| 2  | Fuji       | Japonska | 10. april     | 28    | 4.360=122,08 km | 42'01.0    |         | Kenji Takahashi | Kazuyoshi Hoshino | Kenji Takahashi |
| 3  | Mine       | Japonska | 15. april     | 55    | 2.742=150,81 km | 1h01'43.8  |         | Geoff Lees      | Kazuyoshi Hoshino | Geoff Lees      |
| 4  | Suzuka     | Japonska | 29. maj       | 30    | 6.000=180 km    | 1h00'55.40 |         | Kenji Matsumoto | Tooru Takahashi   | Kenji Takahashi |
| 5  | Suzuka     | Japonska | 3. julij      | 30    | 6.000=180 km    | 1h01'04.38 |         | Geoff Lees      | Kazuyoshi Hoshino | Osamu Nakako    |
| 6  | Fuji       | Japonska | 14. avgust    | 35    | 4.360=152,6 km  | 43'56.03   |         | Geoff Lees      | Geoff Lees        | Geoff Lees      |
| 7  | Suzuka     | Japonska | 25. september | 30    | 6.000=180 km    | 1h00'20.10 |         | Satoru Nakajima | Kazuyoshi Hoshino | Geoff Lees      |
| 8  | Suzuka     | Japonska | 6. november   | 35    | 6.000=210 km    | 1h10'02.69 |         | Geoff Lees      | Satoru Nakajima   | Geoff Lees      |

## Rezultati

### Dirkači
| Mesto | Dirkač              | Država              | Moštvo                           | Šasija | Motor | Japonska | Japonska | Japonska | Japonska | Japonska | Japonska | Japonska | Japonska | Točke    |  |
| ----- | ------------------- | ------------------- | -------------------------------- | ------ | ----- | -------- | -------- | -------- | -------- | -------- | -------- | -------- | -------- | -------- |  |
| 1     | Geoff Lees          | Združeno kraljestvo | John Player Special Team Ikuzawa | March  | Honda | (6)      | 10       |          |          |          | 20       | 8        | 20       | 93 (103) |  |
| 1     | Geoff Lees          | Združeno kraljestvo | John Player Special Team Ikuzawa | Spirit | Honda |          |          | 15       | (4)      | 20       |          |          |          | 93 (103) |  |
| 2     | Kazuyoshi Hoshino   | Japonska            | Hoshino Racing                   | March  | BMW   | (10)     | (0)      | 10       | 15       | 15       | 12       | 15       | 12       | 79 (89)  |  |
| 3     | Kenji Takahashi     | Japonska            | Tomei Jidousya                   | March  | BMW   | (3)      | 20       | 4        | 8        | 12       | 15       | 12       | (0)      | 71 (74)  |  |
| 4     | Satoru Nakajima     | Japonska            | Harada Racing Company            | March  | Honda | 20       | 0        | 0        | 10       | 0        | 0        | 20       | 15       | 65       |  |
| 5     | Toru Takahashi      | Japonska            | Heroes Racing Corporation        | March  | BMW   | 15       | 0        | 6        | 12       | 0        | 10       | 6        | -        | 49       |  |
| 6     | Kunimitsu Takahashi | Japonska            | Nova Engineeering                | March  | BMW   | 4        | 15       | 12       | 3        | 0        | 2        | 10       | 0        | 46       |  |
| 7     | Naohiro Fujita      | Japonska            | Speed Star                       | March  | BMW   | 0        | 12       | 8        | 2        | 0        | 8        | 3        | 8        | 41       |  |
| 8     | Keniji Matsumoto    | Japonska            | Team Le Mans                     | March  | BMW   | 8        | 0        | 0        | 20       | 0        | 1        | 4        | 3        | 36       |  |
| 9     | Eje Elgh            | Švedska             | Team Le Mans                     | March  | BMW   | 12       | 4        | -        | 6        | 8        | -        | 0        | 0        | 30       |  |
| 10    | Osamu Nakako        | Japonska            | Speed Star                       | March  | BMW   | -        | 0        | -        | 0        | 10       | 0        | 0        | 10       | 20       |  |
| 11    | Masamoto Shimizu    | Japonska            | Trident Racing                   | March  | BMW   | 2        | 8        | -        | 0        | 3        | -        | 0        | 0        | 13       |  |
| 12    | Akira Agikawa       | Japonska            | Autobacs Racing                  | March  | BMW   | 1        | 6        | -        | 0        | 0        | 3        | 0        | 0        | 10       |  |
| 13    | Takao Wada          | Japonska            | Mimasu Racing                    | March  | BMW   | -        | 0        | -        | 1        | 0        | 6        | 0        | 2        | 9        |  |
|       | Toshio Suzuki       | Japonska            | Uchida Racing                    | March  | BMW   | -        | -        | -        | 0        | 6        | 0        | 2        | 1        | 9        |  |
| 15    | Tsuneisha Asai      | Japonska            | Oscar Racing                     | Maurer | BMW   | -        | -        | -        | -        | 4        | 4        | 0        | 0        | 8        |  |
| 16    | Mike Thakwell       | Nova Zelandija      | Ralt Racing                      | Ralt   | Honda | -        | -        | -        | -        | -        | -        | -        | 6        | 6        |  |
| 17    | Stefan Johansson    | Švedska             | Uchida Racing                    | March  | BMW   | -        | -        | -        | -        | -        | -        | -        | 4        | 4        |  |
| 18    | Shinji Uchida       | Japonska            | Uchida Racing                    | March  | BMW   | 0        | 3        | -        | -        | -        | 0        | -        | -        | 3        |  |
| 19    | Hitoshi Ogawa       | Japonska            | Rays Racing                      | March  | BMW   | 0        | -        | -        | 0        | -        | -        | 1        | 0        | 1        |  |